# Emberger Alm
Emberger Alm est un alpage ainsi qu'une station de ski de petite taille, situés près de Berg im Drautal dans l'ouest du Land de Carinthie en Autriche.
Le domaine skiable, particulièrement ensoleillé, offre une belle vue sur les montagnes environnantes, la vallée de la Drave et le lac Weissensee. Il est situé à relativement haute altitude, ce qui en fait l'un des rares domaines de Carinthie à offrir quelques belles possibilités de ski hors piste. Les pistes sont dans l'ensemble courtes et offrent un faible dénivelé. La remontée du bas du domaine jusqu'au sommet est très lente et peu confortable, car elle s'effectue en multipliant trois téléskis et un fil neige, et le personnel s'avère dans les faits un peu absent pour aider les nombreux enfants à saisir les perches du premier essai. Les remontées mécaniques sont peu confortables et de conception archaïque, mais suffisent amplement à faire face à la fréquentation. Un projet de télésiège 2 places existe, en partance du centre même de la station et reliant directement le sommet du domaine actuel. L'infrastructure de la station est aussi restreinte que l'étendue de son domaine : il n'existe pas d'offre de restauration directement sur les pistes, les parkings et la caisse des remontées mécaniques ne sont pas signalisés, la route d'accès - qui part directement de Berg im Drautal et aussi de Greifenburg - est mal signalisée, tortueuse et relativement étroite. Si la station est équipée d'un système de contrôle de forfaits mains libres, seul le téléski du milieu (Seeleit'n Lift) était équipé de bornes de contrôle en 2011. Pour ces raisons, la station pourrait certes souffrir la comparaison avec ses stations voisines. Elle reste de fait réservée principalement à une clientèle familiale et d'habitués, à la recherche d'un certain calme loin de l'agitation des grandes stations.
La station est membre du regroupement de stations de ski TopSkiPass Kärnten & Osttirol.